# Fazakas Béla
Fazakas Béla (Abrudbánya, 1926. július 22. – 2019. október 30.) magyar orvos, orvosi szakíró.

## Életútja
Oklevelét a marosvásárhelyi OGYI-n szerezte meg, ugyanitt az orvostudományok doktora (1962), az élősködőkkel foglalkozó tudományág egyetemi előadótanára (1972). Szakközleményei az Orvosi Szemle-Revista Medicală, Microbiologie-Parazitologie-Epidemiologie, Viața Medicală, külföldön a Medicinszkaja Parazitologia, Annales de parasitologie humaine s más szakfolyóiratokban jelentek meg. Feltérképezte Maros, Hargita és Kovászna megyék parazitológiai megbetegedéseit, egyes parazitózisok klinikai kórképével és kezelésével foglalkozott. Társszerzője egy Parazitologie című egységes tankönyvnek (1962). Kőnyomatos jegyzetei: Orvosi parazitológia (Kolozsvár, 1958; átdolgozott új kiadás Marosvásárhely, 1977); Parazitologie (Marosvásárhely, 1976).

## Díjak, elismerések
- Tiszteletbeli professzori oklevél (2006)[3]